# أوليفر شيفر
أوليفر شيفر (بالألمانية: Oliver Schäfer)‏ هو مدرب كرة قدم ولاعب كرة قدم ألماني في مركز الدفاع، ولد في 27 فبراير 1969 في لار في ألمانيا. لعب مع نادي بشكتاش ونادي ساربروكن ونادي فرايبورغ ونادي كايزرسلاوترن وهانوفر 96.

## وصلات خارجية
- أوليفر شيفر على موقع اتحاد تركيا (لاعب) (الإنجليزية)
- أوليفر شيفر على موقع قاعدة بيانات كرة القدم.إي يو (الإنجليزية)
- أوليفر شيفر على موقع بيانات كرة القدم. دي إي (الألمانية)
- أوليفر شيفر على موقع Soccerway.com (الإنجليزية)
- أوليفر شيفر على موقع عالم كرة القدم.نت (الإنجليزية)